# 武蔵村山市役所
武蔵村山市役所（むさしむらやましやくしょ）は、日本の地方公共団体である武蔵村山市の執行機関としての事務を行う施設（役所）。

## 所在地
- 〒208-8501
- 東京都武蔵村山市本町1丁目1番地の1

## 移転
1977年に建設された現庁舎は老朽化が進んでおり、分散する第2庁舎や第3庁舎と保健相談センターを集約し、日産自動車村山工場跡地に本庁舎を移転新築することを検討している。2020年7月に基本計画を策定した。

## 業務時間
- 月曜日から金曜日の8時30分から17時15分（土曜日・日曜日・祝日・年末年始を除く）

## アクセス
立川駅北口（JR中央線快速電車・青梅・五日市線・南武線）
- 立川バス（1番のりば）
  - 箱根ケ崎駅行、三ツ藤住宅行、岩蔵街道入口行きで武蔵村山市役所前下車　
  - 武蔵村山市民会館行きで武蔵村山市民会館下車
- 西武バス（8番のりば）
  - イオンモール行きで武蔵村山市役所前下車

東大和市駅（西武拝島線）
- 都営バスで青梅車庫前、箱根ケ崎駅行きで武蔵村山市役所前下車
- 西武バスでイオンモール行きで武蔵村山市役所前下車

玉川上水駅（西武拝島線・多摩モノレール）
- 市内循環バス（東ルート）で武蔵村山市役所前下車

武蔵砂川駅（西武拝島線）
- 市内循環バス（西ルート）で武蔵村山市役所前下車

上北台駅（多摩モノレール）
- 市内循環バス（東西横断ルート）で武蔵村山市役所前下車

箱根ケ崎駅東口（JR八高線）
- 立川バスで立川駅北口行きで武蔵村山市役所前下車
- 都営バスで小平駅前、花小金井駅北口行きで武蔵村山市役所前下車